# Weitzschen

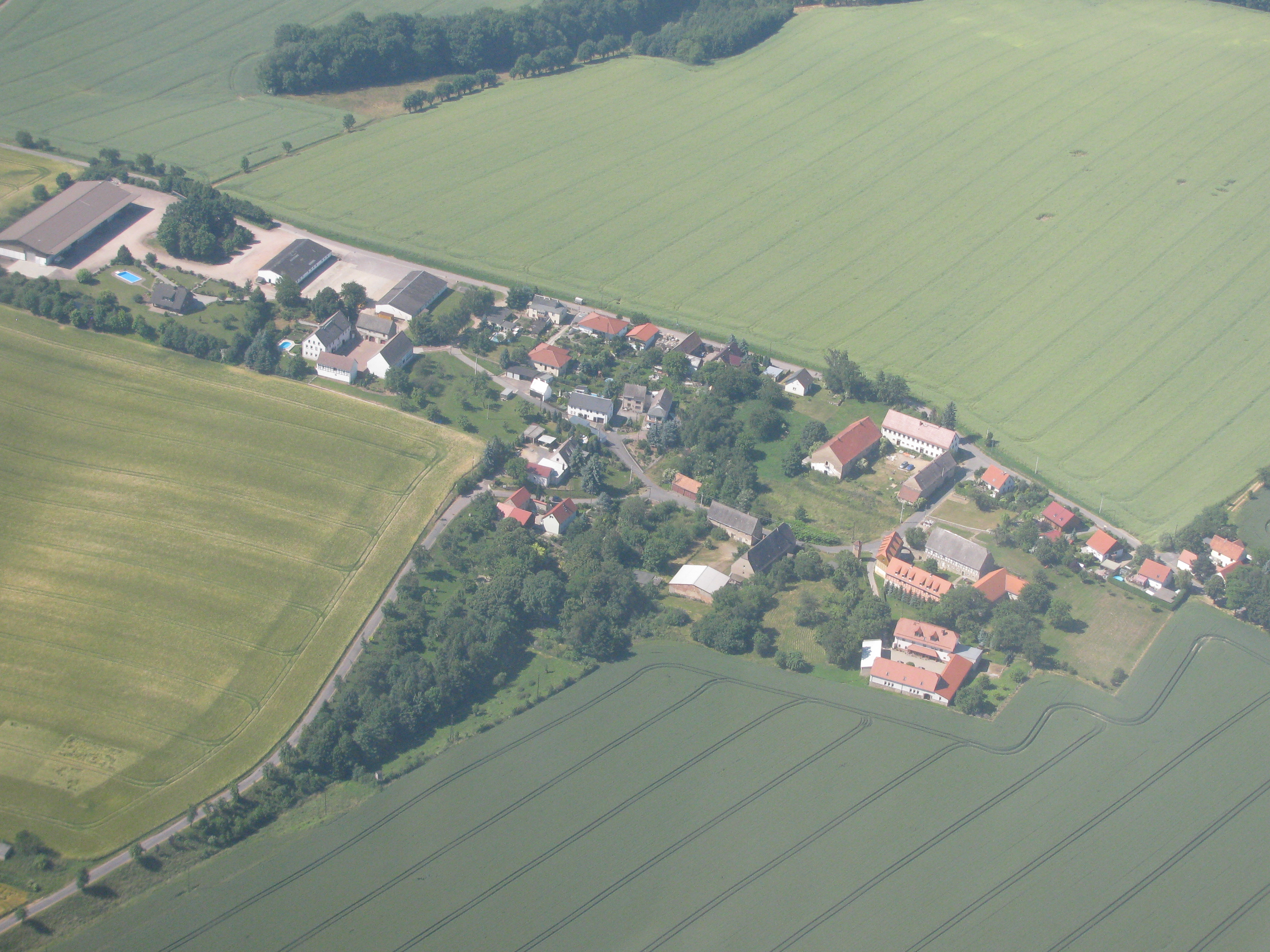
Weitzschen aus der Vogelperspektive

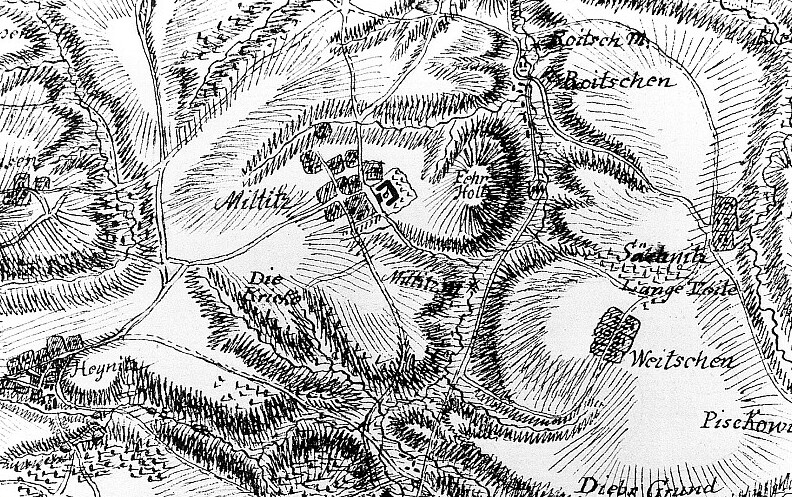
„Weitschen“ auf einer Karte des Kurfürstentums Sachsen aus der zweiten Hälfte des 18. Jahrhunderts

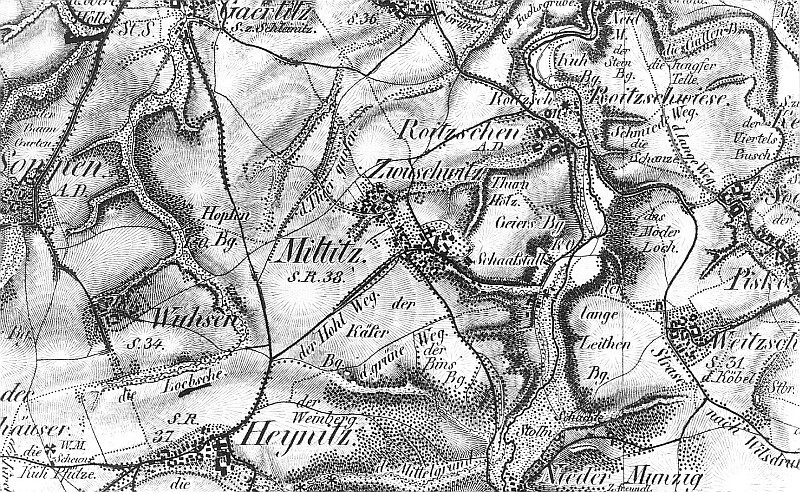
Weitzschen auf einer Karte aus dem 19. Jahrhundert. Im Weitzschengrund sind „Schächte“ und ein „Stolln“ eingezeichnet.

Weitzschen ist ein Ortsteil der Gemeinde Klipphausen im Landkreis Meißen, Sachsen.

## Geographie
Weitzschen liegt im Meißner Hochland zwischen Wilsdruff, Nossen und Meißen. Das Dorf ist umgeben von den anderen zu Klipphausen gehörenden Ortsteilen Miltitz im Westen, Roitzschen im Nordwesten, Sönitz im Norden, Piskowitz im Nordosten, Seeligstadt im Südosten und Munzig im Süden.
Der erweiterte Rundling befindet sich auf der Hochebene oberhalb der Triebisch, die einen Kilometer westlich der Ortslage verläuft. Der Ortskern mit seinen Vierseithöfen – einer davon ist als Kulturdenkmal geschützt (siehe Liste der Kulturdenkmale in Taubenheim) – liegt entlang der Piskowitzer Straße. Entlang der Straße „Zum Lindenhof“ stehen mehrere Kleinsiedleranwesen. An den ÖPNV ist Weitzschen nicht direkt angebunden; durch den Nachbarort Piskowitz führt die Buslinie 414 der Verkehrsgesellschaft Meißen.

## Geschichte
Erstmals erwähnt wurde Weitzschen eventuell 1228 als Bestandteil des Namens „Hildebrandus de Witsen“, womit damals ein Herrensitz im Ort bestanden haben könnte. Die Zuweisung gilt jedoch als unsicher; auch Kleinweitzschen, Gemeinde Großweitzschen bei Döbeln, kommt hierfür in Frage. Sicher ist hingegen, dass es sich bei dem 1334 genannten „Wicschen“ um den heutigen Klipphausener Ortsteil handelt. Der Ortsname wandelte sich im Laufe der Jahrhunderte über die Formen „Witschen“, „Wyczin“, „Weisen“, „Wiczschin“, „Weiczschen“ und „Weyschen“ hin zur heutigen Schreibweise, die unter anderem 1461 und 1551 bezeugt ist. Noch 1875 war die Schreibung „Weitschen“ ebenso üblich.
Um das Dorf Weitzschen, dessen Bewohner sich ihr Einkommen in der Landwirtschaft verdienten, erstreckte sich eine 98 Hektar große Block- und Streifenflur. Eingepfarrt war und ist das Dorf nach Taubenheim. Die Grundherrschaft in Weitzschen übten 1551 die Besitzer des Rittergutes Miltitz, 1696 und 1764 die des Rittergutes Munzig aus. Die Verwaltung des Ortes oblag jahrhundertelang dem Erbamt Meißen. Im Jahre 1856 gehörte Weitzschen zum Gerichtsamt Meißen und kam danach zur Amtshauptmannschaft Meißen, aus der der gleichnamige Landkreis hervorging. Auf Grundlage der Landgemeindeordnung von 1838 erlangte Weitzschen Selbstständigkeit als Landgemeinde. Die Selbständigkeit büßte diese durch die Eingemeindung nach Sönitz am 1. April 1938 wieder ein. Als Teil von Sönitz kam Weitzschen 1974 an die Gemeinde Taubenheim, die wiederum seit Ende 2003 zu Triebischtal gehört. Durch die Eingemeindung von Triebischtal am 1. Juli 2012 wurde Weitzschen ein Ortsteil der Gemeinde Klipphausen.

### Einwohnerentwicklung
| Jahr | Einwohner                     |
| ---- | ----------------------------- |
| 1551 | 8 besessene Mann, 23 Inwohner |
| 1764 | 9 besessene Mann, 1 Gärtner   |
| 1834 | 85                            |
| 1871 | 86                            |
| 1890 | 109                           |
| 1910 | 83                            |
| 1925 | 93                            |
| 1939 | siehe Sönitz                  |

## Bergbaugeschichte

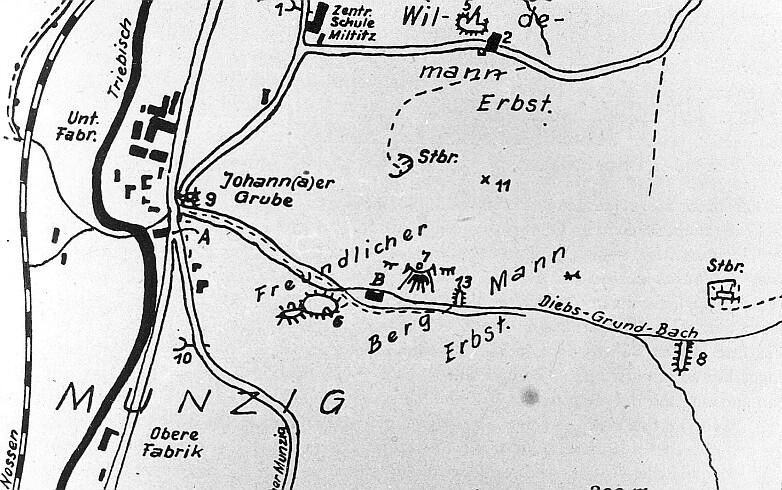
Karte vom Bergbaugebiet zwischen Munzig und Weitzschen von 1957. Am oberen Rand ist der Erbstollen „Wilder Mann“ eingezeichnet.

Weitzschen liegt in einem alten Bergbaugebiet; in naher Umgebung befinden sich unter anderem die Garsebacher Schweiz als weltgrößtes Pechsteinvorkommen, die Kalkwerke Miltitz und Groitzsch sowie das Mundloch des Rothschönberger Stolln. Im Südwesten der Weitzschener Flur zwischen Aspengrund und Weitzschengrund – die bergbauhistorische Literatur zählt in der Regel das Altbergbaugebiet fälschlicherweise komplett zur Ortslage Munzig – wurde vermutlich seit 1492 Bergbau betrieben, um silberhaltiges Gestein zu fördern. In diesem Bereich lagen unter anderem die Bergwerke „Hilfe-Gottes-Stolln“, „Wilder Mann“ und „Donat-Spat“; in der Nähe befanden sich außerdem die Gruben „Johanna-Erbstolln“ und „Freundlicher Bergmann“ bei Munzig. 
Alten Bergakten zufolge förderte die Grube „Wilder Mann“ zwischen 1710 und 1744 16.074 Zentner Erz mit einem Feinsilbergehalt von 2.157 Mark, 14 Loth und 2 Quentchen zu Tage. Dies entspricht reichlich 500 Kilogramm Silber. Zu den hier abgebauten und an die Hüttenwerke nach Freiberg gelieferten Mineralen zählen Bleiglanz, Kupferkies, Arsenkies und erzhaltiger Kalkstein. Im Jahr 1802 erfolgte die vorläufige Einstellung des Bergbaus, 1831 dann die Wiederaufnahme. Zwischen 1838 und 1856 entstand der 429 Meter lange „Hilfe-Gottes-Stolln“ unterhalb des Bergwerks „Wilder Mann“. Mangels abbauwürdiger Vorkommen endete der Abbau 1859 endgültig. Beim Bau der Miltitzer Schule entdeckte man 1956 den alten Stolln wieder.